# Комас (тиран Ефеса)
Комас (дав.-гр. Κόμας) — тиран давньогрецького міста Ефес другої половини VI ст.до н. е.
Дотримувався проперської орієнтації.
Досить розповсюдженою є версія за якою ефеські тирани Комас і Меланкома насправді були однією особою